# Menadi

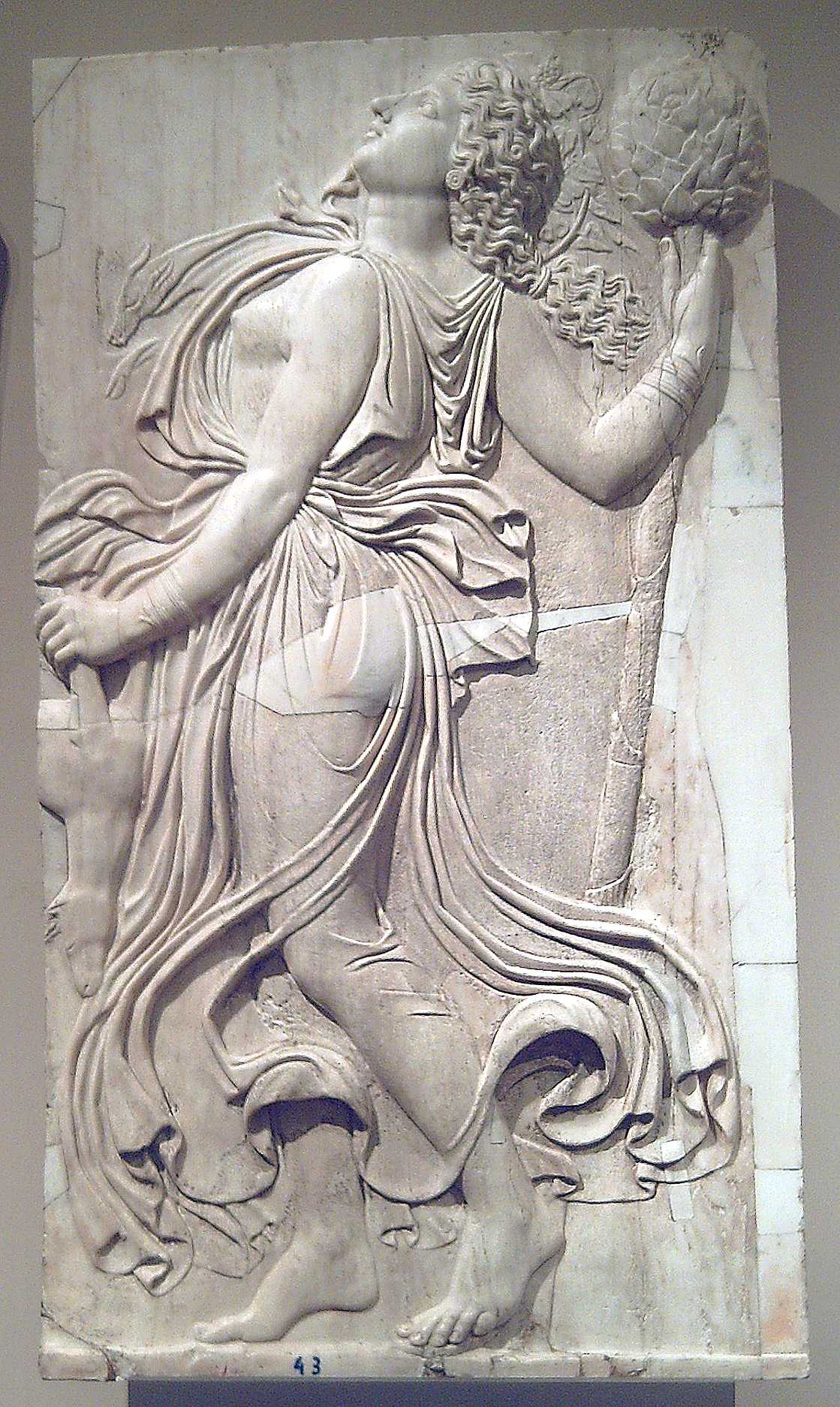
Menade danzante, copia romana di un originale greco della fine del V secolo a.C., Prado, Madrid.

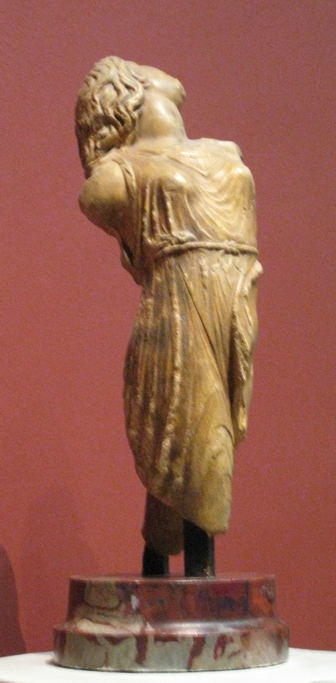
Menade danzante, rappresentata da Skopas in preda all'estasi indotta dalla divinità

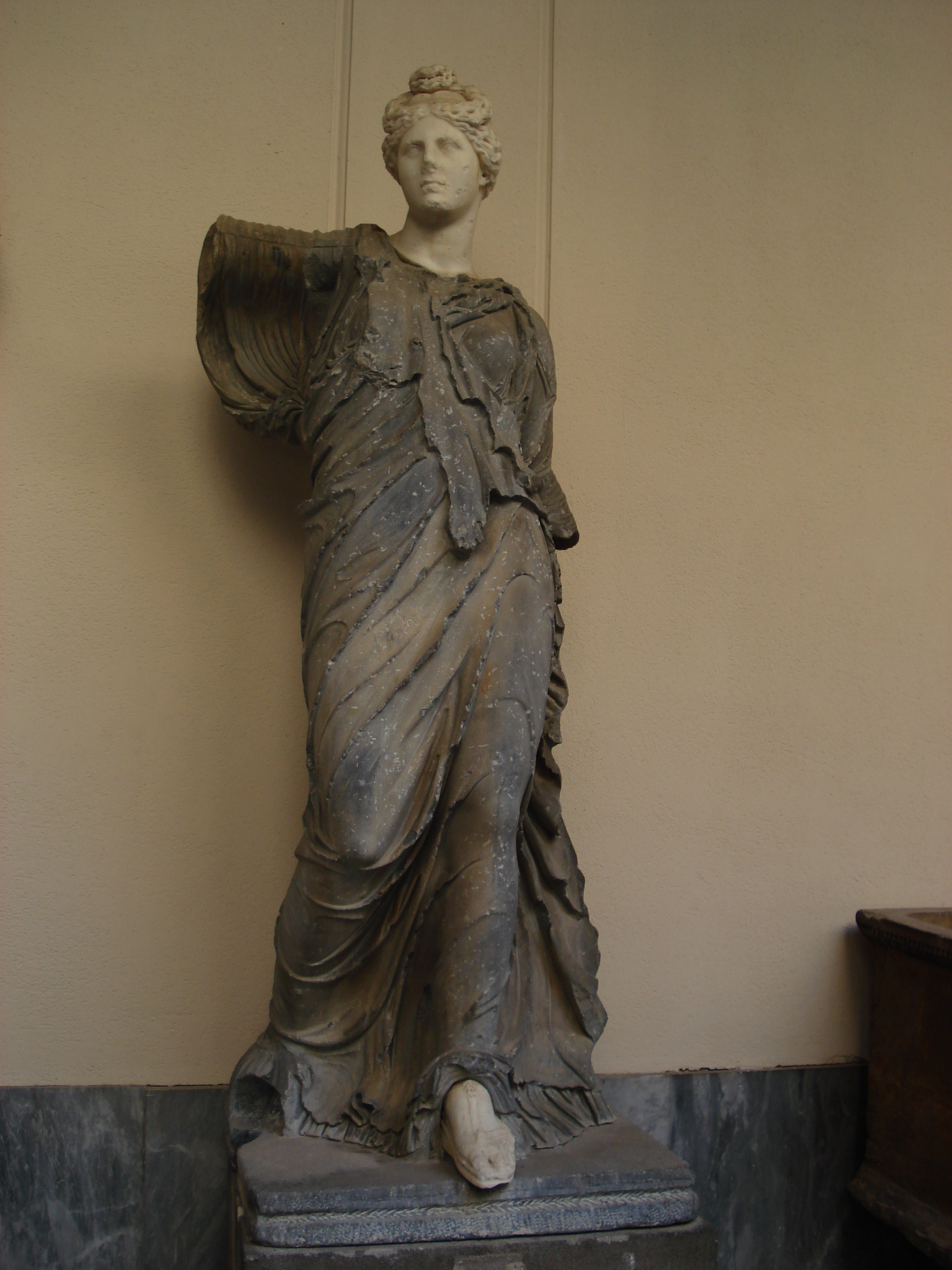
Menade Farnese rinvenuta nelle Terme di Caracalla. Copia romana di epoca severiana (ca. 193-235 d.C.) da un originale del sec. II a.C.

Le Menadi (in greco antico: μαινάς [-άδος, ἡ]?; dal greco antico: μαίνομαι «essere folle»), dette anche Baccanti, Bassaridi, Tiadi o Mimallonidi, erano donne in preda alla frenesia estatica e invasate da Dioniso, il dio della forza vitale. Più propriamente, le menadi erano le seguaci mitologiche del dio, mentre sono denominate "Baccanti" le donne che storicamente hanno venerato il dio.

## Mitologia
Il termine Menadi deriva da Menio, re di Orcomeno, città beota vicino a Tebe.
Secondo il racconto contenuto ne Le metamorfosi di Antonino Liberale, le tre laboriose figlie di Menio (dette Menadi) erano disinteressate al culto di Dioniso. Quest'ultimo, però, irritatosi, invase le sorelle e le condusse alla pazzia, all'infanticidio e all'omofagia. 
Il racconto termina con l'intervento di Hermes che tramuta le donne, ormai diventate incontenibili Baccanti, in tre volatili notturni (pipistrello, civetta e gufo).
Vestite di nebris o altre pelli animali, con in testa una corona di edera o quercia o abete, esse celebravano il dio cantando, danzando e vagando come animali per monti e foreste. 
Praticavano lo sparagmòs dal greco σπαραγμός, cioè squartavano gli animali per poi mangiare la carne cruda (omofagia).
Solitamente agitavano il tirso, cioè una picca avviluppata dall'edera sulla sommità (vedi, ad esempio il verso "danzar, vibrar, squassare il tirso bacchico" de Le Baccanti di Euripide).  Catullo scrive (Carmina, LXIV, 255) che le Baccanti invocavano il dio al grido di "Euhoe Bacche".
La mitologia greca racconta che le Menadi accompagnavano il dio Dioniso nei suoi viaggi, costituendo anche un reparto del suo esercito nel suo viaggio in India.
Il culto praticato dalle Menadi fa da sfondo a una delle più importanti tragedie di Euripide intitolata Le Baccanti.
Dalle Menadi e dal mito di Dioniso trae le proprie origini un culto, verosimilmente mistico, definito "menadismo", in cui era previsto anche un rituale caratterizzato dalla consumazione di carni crude (omofagia).
Una menade è anche il soggetto di una delle più importanti opere artistiche dello scultore Skopas, la Menade danzante (330 a.C.), di cui sopravvive solo una copia romana alta 45 centimetri, esposta all'Albertium Museum di Dresda. L'originale faceva un tempo parte di un complesso scultoreo, andato perso, che comprendeva la raffigurazione di Dioniso e del suo corteo.
Nell'iconografia classica le menadi vengono raffigurate come l'oggetto del desiderio dei satiri tra le braccia dei quali vengono spesso raffigurate.
Le Baccanti vengono anche nominate nella leggenda di Orfeo ed Euridice: Orfeo, dopo aver perso per la seconda volta Euridice, vaga per i boschi, dove incontra proprio un gruppo di Baccanti, che invitano Orfeo a festeggiare insieme con loro. Ma Orfeo, dopo la morte di Euridice non vuole più compagnie femminili, e le Baccanti, offese, lo uccidono. Così Orfeo può scendere agli Inferi e riunirsi alla sua amata Euridice.

## Opere teatrali
- Le Baccanti, tragedia di Euripide.
- Le Baccanti, dramma di Erik Johan Stagnelius.

## Opere cinematografiche
- Le baccanti, film di Giorgio Ferroni (1961)
- Maryann Forrester, a partire dalla fine della prima stagione fino alla fine della seconda stagione della nota serie True Blood, è una menade antagonista.